# Alexeter gracilentus
Alexeter gracilentus là một loài tò vò trong họ Ichneumonidae.